# 虎紋小鳳梨

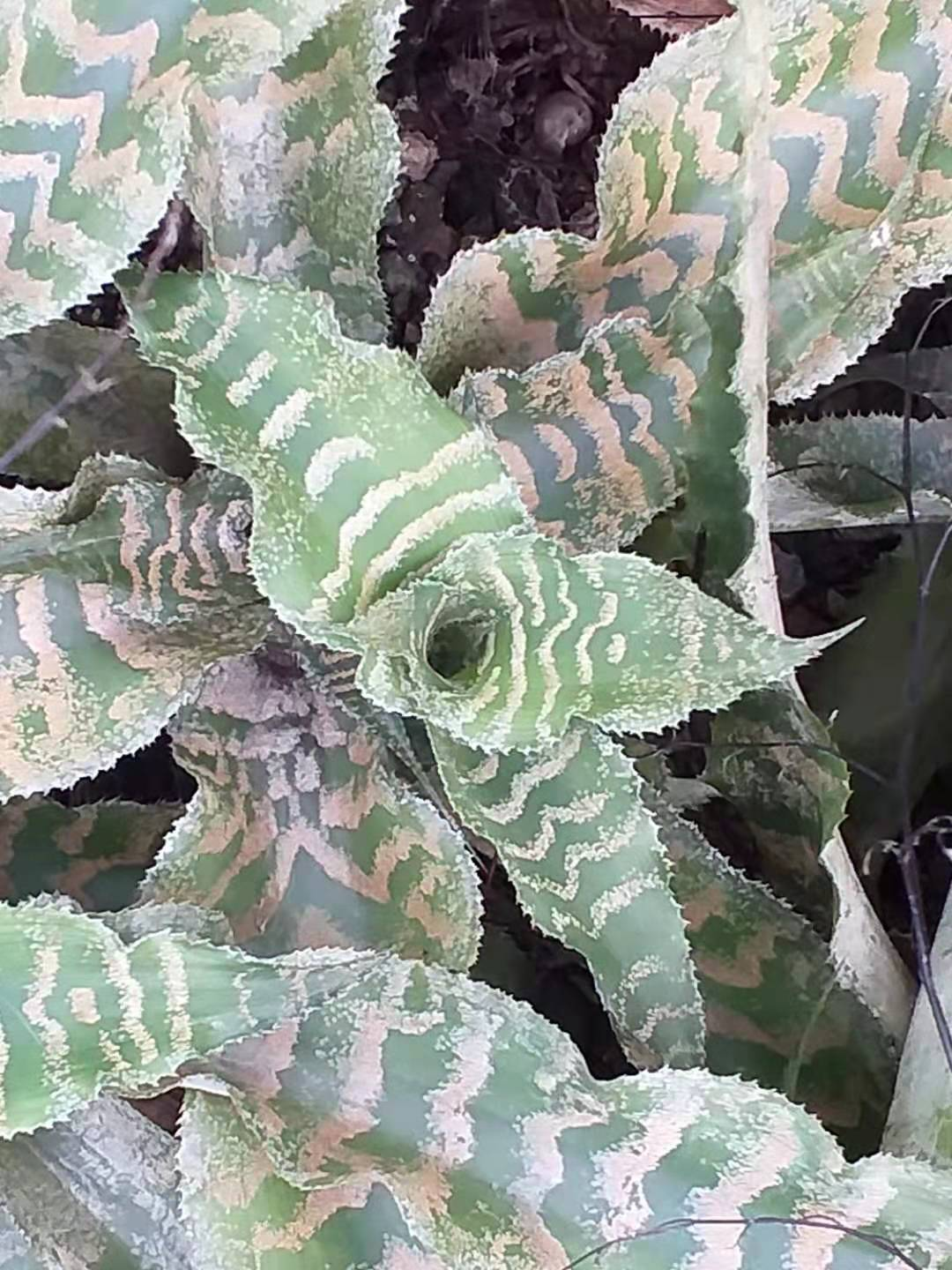
虎紋小鳳梨。國立自然科學博物館植物園，台中，台灣。

虎紋小鳳梨（学名：Cryptanthus zonatus）为鳳梨科小鳳梨屬下的一个巴西特有种。